# War Plan Red
Der War Plan Red (Kriegsplan Rot, genauer Joint Army and Navy Basic War Plan Red, d. h. Gemeinsamer Heer- und Marinekriegsgrundplan Rot) war einer der farbkodierten Kriegspläne, die in den späten 1920er und frühen 1930er Jahren vom Kriegsministerium der Vereinigten Staaten entwickelt wurden.
Der War Plan Red diskutierte einen möglichen Krieg gegen das Britische Weltreich und entwarf Pläne für die Verteidigung der Atlantikküste gegen eine mögliche britische Invasion. Im War Plan Red-Orange (Kriegsplan Rot-Orange) wurde des Weiteren ein Zweifrontenkrieg gegen das Vereinigte Königreich bzw. das Britische Weltreich und das Kaiserreich Japan durchgespielt.
Die Arbeiten am Kriegsplan begannen nach der Genfer Flottenkonferenz von 1927, welche den Flottenvertrag von Washington von 1922 weiterentwickeln sollte. Er wurde im Mai 1930 durch den amerikanischen Kriegsminister Patrick J. Hurley genehmigt. In den Jahren 1934 und 1935 wurde der Kriegsplan revidiert.
Beim Kriegsausbruch von 1939 wurde entschieden, dass weitere Planungsarbeiten nicht notwendig seien. Der bereits erarbeitete Plan wurde jedoch beibehalten. Erst 1974 wurde der Kriegsplan von der Geheimhaltung entbunden.

## Übersicht
Der Plan ging davon aus, dass zunächst das Vereinigte Königreich bzw. das Britische Weltreich die Oberhand behalten würde, da es mit der Royal Navy auf die größte und kampfstärkste Marine der Welt zurückgreifen könne. Ebenso ging man davon aus, dass die Briten in Kanada eine Basis bilden und Abwehrgefechte gegen nach Norden marschierende Truppen aus den Vereinigten Staaten führen werde. Der War Plan Red ging von einem Sieg der Amerikaner aus, indem letztlich die britischen Inseln mit einer Seeblockade und dem Unterbinden von Nahrungsmittellieferungen zur Aufgabe gedrängt werden könne.
Im Plan wird zunächst die Geografie, die militärische Ressourcen und das Transportnetz Kanadas beschrieben. Darauf folgen verschiedene präemptive Operationen, um im Falle eines Krieges wichtige Häfen und Bahnhöfe zu besetzen, bevor die britischen Streitkräfte Nachschub liefern können.

### Heer und Marine
Zunächst würden die United States Army und die United States Navy in einer konzentrischen Operation Halifax an der kanadischen Ostküste besetzen, um somit Kanada zügig von britischem Nachschub abschneiden.

### Heer
Die Bodentruppen besetzen das Gebiet um die Niagarafälle, wo sich wichtige Elektrizitätswerke befinden. Daraufhin folgt eine Invasion auf drei Fronten:
- von Vermont nach Quebec
- von North Dakota nach Winnipeg, wo sich ein kanadischer Eisenbahnknoten befindet
- vom Mittleren Westen zu den strategisch wichtigen Nickelminen Ontarios

### Marine
Die amerikanische Flotte wird auf den Großen Seen aktiv und blockiert letztlich die kanadischen Atlantik- und Pazifikhäfen.

### Operationszonen

#### Neuschottland und Neubraunschweig
Halifax wird mit einem Erstschlag, unter Verwendung von Giftgas, eingenommen. Dies verwehrt dem Gegner den Nachschub aus Europa. Der Plan schildert, wie der Angriff über eine Landung in der St. Margarets Bay erfolgen könnte, eine damals noch kaum erschlossene Bucht, anstelle den längeren Landweg zu nehmen.
Sollte die Einnahme von Halifax scheitern, könnten die amerikanischen Truppen Neubraunschweig einnehmen, und Neuschottland vom kanadadischen Hauptland abschneiden – durch die Besetzung des Eisenbahnknotens in Moncton.

#### Quebec und das Tal des Sankt-Lorenz-Stroms
Die Besetzung Montreals sowie des Restes von Quebec unterbindet kanadische Nachschubwege. Der Plan hielt die Straßen im Norden des Bundesstaates New York für ausreichend, um eine Offensive durchzuführen, und beschreibt Quebec als das kritischere Ziel.

#### Ontario und die Großen Seen
In diesem Gebiet sollen Toronto und die kanadischen Industriegebiete besetzt werden. Damit sollen auch Luft- und Landangriffe auf das industrielle Herzstück der Vereinigten Staaten unterbunden werden. Die Großen Seen zu beherrschen galt als notwendig für den Erfolg des Kriegsplanes, weil nur über die Seen die eigenen Truppen in genügendem Umfang versorgt werden konnten.

#### Winnipeg
Laut Plan sollte es keine Schwierigkeiten geben, von Grand Forks im Bundesstaat North Dakota aus Winnipeg zu erreichen. Winnipeg ist als ein kritischer Eisenbahnknoten von großer Bedeutung.

#### Vancouver und Victoria
Obwohl Vancouver weit genug von Europa entfernt und darum für den feindlichen Nachschub von geringer Bedeutung ist, sollte es trotzdem besetzt werden, um der britischen Flotte eine Basis zu entziehen. Sowohl Vancouver als auch Vancouver Island können einfach angegriffen werden – Vancouver nämlich über den Landweg von Bellingham im Bundesstaat Washington und Vancouver Island von Port Angeles, ebenfalls in Washington, aus. Der Hafen von Prince Rupert in der kanadischen Provinz British Columbia verfügt über eine Eisenbahnverbindung zum restlichen Kanada, jedoch sei eine Seeblockade dieses Hafens einfach, sobald Vancouver eingenommen wurde.

### Angriffe auf britische Seetransporte
Aufgrund ausführlicher Planspiele an der Seekriegsakademie der Vereinigten Staaten sah man davon ab, den britischen Nachschub und die britische Kriegsflotte auf hoher See anzugreifen. Es sei sinnvoller, im Westatlantik abzuwarten, eine Seeblockade durchzusetzen, und – falls dies erfolgreich gelänge – schließlich britische Handelsrouten zu stören.

### Kanada erklärt seine Neutralität
Obwohl die Planer beschrieben hatten, dass Kanada wahrscheinlich seine Neutralität erklären würde, ging der Plan nicht darauf ein, wie Kanada in diesem Falle anzugreifen wäre. Jedoch riet der Plan dazu, eine Neutralitätserklärung erst anzunehmen, falls Kanada der Besetzung kanadischer Häfen und strategisch wichtiger Gebiete zustimmt.

## Britische Strategie für einen Krieg gegen die Vereinigten Staaten
Die Royal Navy entwickelte während der ersten Hälfte des 20. Jahrhunderts nie einen formellen Kriegsplan gegen die Vereinigten Staaten. Man sah sich gegenseitig als Verbündete, gerade wegen einer gemeinsamen Kultur, einer gemeinsamen Sprache und mehreren gemeinsamen politischen Zielen. Man befürchtete jedoch, dass ein Krieg gegen die Amerikaner erforderlich sei, falls das Vereinigte Königreich in seinem Handel mit anderen Ländern, insbesondere anderen Teilen des Britischen Weltreichs, eingeschränkt würde.
Die Offiziere der Royal Navy glaubten, es sei möglich, eine Armee (Großverband mit mehreren Armeekorps) nach Kanada zu verschiffen, jedoch sei es unmöglich, Kanada gegen die militärisch klar überlegenen Amerikaner zu verteidigen. Ebenso wäre der „Verlust“ Kanadas für das Vereinigte Königreich selbst verkraftbar, und eine Seeblockade gegen die Vereinigten Staaten könnte nicht rasch genug bewerkstelligt werden.
Die Briten sahen ihre Schwachstellen eher bei ihren eigenen Handelsrouten oder bei einer Seeblockade der britischen Inseln selbst. Die Royal Navy sah vor, im Falle eines Krieges von der Karibik und von Kanada aus die amerikanischen Handelsrouten zu stören. Mit indischen und australischen Kräften würde man auch Manila besetzen, um den britischen Handel in Asien besser zu schützen, und einem eventuellen Angriff auf Hongkong zuvorzukommen.